# Rosana Crispim da Costa
Rosana Crispim da Costa (San Paolo, 31 agosto 1966) è una poetessa e regista brasiliana naturalizzata italiana.

## Biografia
Rosana Crispim Da Costa è nata a San Paolo in Brasile nel 1966 ed è autodidatta. Dopo aver svolto gli studi superiori in Brasile, ha conseguito in Italia il diploma di coordinatrice di strutture radiotelevisive. Residente in Italia, vive a Sant'Agata Feltria insieme alla famiglia.
Fa parte della prima generazione di donne scrittrici di provenienza straniera residenti in Italia. Insieme alle scrittrici Felicité Mbezele e le sue connazionali Marcia Teophilo e Christiana De Caldas Brito, varie recensioni e importanti critiche svolte da studiosi ed esperti della letteratura italiana hanno confermato l'importanza delle sue opere nel panorama della letteratura della migrazione.. Le sue opere hanno contribuito notevolmente all'arricchimento della letteratura migrante. I suoi scritti figurano in diverse antologie e come regista è molto presente sulla scena letteraria del suo nuovo paese lasciando come contributi, non solo la poesia ma anche sceneggiature teatrali. È stata vincitrice della seconda edizione del Concorso nazionale Lingua Madre nel 2007..
È vice presidente dell'associazione interculturale Eks&Tra con la quale organizza corsi, incontri pubblici e laboratori nelle scuole per sensibilizzare sul tema dell'immigrazione e dell'integrazione in Italia..
Tra gli eventi da lei organizzati spicca lo spettacolo di musica e poesia I dialetti nelle valli del mondo.

## Opere
- Il mio corpo traduce molte lingue, Rimini, Fara Editore, 1998, ISBN 88-7940-059-2.
- Desejo, Bologna, Eks&Tra, 2006, ISBN 88-902290-0-4.
- Tra mura di vento, Patti, Centro Studi Tindari Patti edizioni, 2010, ISBN 978-88-96497-52-4.